# آماندا ابینگتون
آماندا ابینگتون (Amanda Jane Smith؛ زادهٔ ۲۸ فوریه ۱۹۷۴) یک هنرپیشه اهل بریتانیا است. وی شهرتش را مدیون بازی نقش «خانم ماردل» در آقای سلفریج و «مری واتسون» در سریال شرلوک از بی‌بی‌سی است.

## حرفه
او در مجموعه تلویزیونی بیل در سال ۲۰۰۷ به عنوان شخصیت‌های مختلف ظاهر شد.
در همین حین در سریال‌های تلویزیونی ویکلیف، تلفات، تیم رؤیایی، گناهان، سایه، دکتر مارتین، کوپلینگ و معلمان ظاهر شد.
در سال ۲۰۰۵ در سریال کمدی Man Stroke Woman و در سال ۲۰۰۷ الی ۲۰۰۸ در سریال کمدی After You've Gone بازی کرد.
او همچنین در سریال ساعت برنادر و سریال تلویزیونی Case Histories ایفای نقش کرده.
در سال ۲۰۱۳ او در سریال تلویزیونی معروف آقای سلفریج به عنوان «خانم ماردل» در کنار ایفای نقش کرد.
در سال ۲۰۱۴، ابینگتون در سومین فصل سریال مشهور شرلوک به عنوان مری مورستان همسر جان واتسون که مارتین فریمن همسر سابق او ایفاگر این نقش بود حضور یافت. او در این سریال در کنار بندیکت کامبربچ، مارک گیتیس و اندرو اسکات به ایفای نقش پرداخت.

## زندگی شخصی
آماندا ابینگتون در سال ۲۰۰۰ با مارتین فریمن در فیلم مردان تنها آشنا می‌شود و در همان سال با یکدیگر ازدواج می‌کنند. این زوج در پروژه‌های دیگری نیز با هم ظاهر شدند مانند بدهی، شب خوب، چیدن قطعات، فیلم کمدی همه با هم، رابینسون‌ها و شرلوک.
آماندا و مارتین یک پسر به نام جو متولد سال ۲۰۰۵ و یک دختر به نام گریس متولد سال ۲۰۰۹ دارند.
این زوج در هرتفوردشر در شرق انگلستان با فرزندشان زندگی می‌کردند و در سال ۲۰۱۶ از یکدیگر جدا شدند.
آماندا ابینگتون در سال ۲۰۱۳ توسط دادگاه عالی ورشکسته اعلام شد و نتیجهٔ دادگاه گرفتن ۱۲۰٬۰۰۰ پوند به عنوان لایحهٔ مالیات اعلام شد.

## فیلم‌شناسی
از فیلم‌ها یا برنامه‌های تلویزیونی که وی در آن نقش داشته‌است می‌توان به آثار زیر اشاره کرد.
- گناهان (۲۰۰۰)
- ساعت برنارد (۱۹۹۷–۲۰۰۱)
- شب خوب (۲۰۰۷)
- دکتر مارتین (۲۰۰۴)
- پوآرو (۱۹۸۹–۲۰۱۳)
- انسان بودن (۲۰۰۹–۲۰۱۳)
- آقای سلفریج (۲۰۱۳)
- خانه شوم (۲۰۱۷)
- شرلوک (۲۰۱۴–۲۰۱۷)
- امن (۲۰۱۸)